# Arabis nemorensis
Arabis nemorensis — вид квіткових рослин з родини капустяних (Brassicaceae). Ареал: Європа (Австрія, Естонія, Латвія, Литва, Білорусь, Чехія, Словаччина, Франція, Німеччина, Греція, Угорщина, Польща, Іспанія, Швейцарія, Україна, Боснія і Герцеговина, Хорватія, Сербія, Словенія) та Кавказ (Вірменія, Азербайджан, Грузія, Північний Кавказ); інтродукований до Швеції.

## Екологія
Росте на болотистих луках або в світліших заплавних лісах.

## Біоморфологічна характеристика
Дворічна або короткочасна багаторічна трав'яниста рослина 30–100(120) см заввишки. Стебло пряме, місцями розгалужене біля основи; нижня частина волосиста, верхня — +/- гола. Приземне листя в розетці, від оберненояйцевидної до еліптичної форми. Стеблові листки розташовані дуже щільно, довші за окремі міжвузля, від вузькояйцюватої до ланцетної форми, з роздвоєними трихомами; середнє стеблове листя глибоко серцеподібне біля основи. Суцвіття китицеподібне, рясне, подовжене. Пелюстки 3–6 мм завдовжки, білі. Стручки численні, вузькі, прямі, до 5 см завдовжки й до 1 мм ушир, стулки виразно горбисті над трохи насінням. Насіння крилате на кінчику. Період цвітіння з квітня по липень. 2n = 16.